# Copa del Rey de balonmano
La Copa del Rey de balonmano es una competición española de balonmano entre clubes, organizada desde 1991 por la Asobal (Asociación de Clubes Españoles de Balonmano), y que se disputa cada año desde 1957. Es la segunda competición más importante del balonmano español, tras la Liga Asobal. 
La Copa del Rey recibe este nombre desde 1975 en honor al jefe de Estado de España. Entre 1957 y 1975 la competición recibió la denominación de «Copa del Generalísimo» y en algunas ediciones no enfrentó a clubs sino a selecciones provinciales. Con anterioridad, se disputaba anualmente el «Campeonato de España de balonmano a siete», torneo en formato copero que comenzó a celebrarse en el año 1952 y que en algunas ediciones también recibía el subtítulo de «Copa del Generalísimo».
Otra modalidad de balonmano, denominado «de campo» o «a once», disputó de manera discontinua y en formato copero los Campeonatos de España de la especialidad entre 1942 y 1959, en ocasiones bajo el nombre de «Copa del Generalísimo».
El sistema de competición de la Copa del Rey ha variado a lo largo de los años. Actualmente, la juegan todos los equipos de liga Asobal y de División de Honor Plata. Estos últimos disputan la 1.ª eliminatoria entre sí. En la 2.ª eliminatoria, entran los 8 peores equipos de ASOBAL de la pasada temporada, que juegan en casa de los ganadores de la anterior ronda. En la 3.ª eliminatoria (1/8 de final) entran los otros ocho equipos de Asobal, que juegan en casa de los ganadores de la anterior ronda. Los ocho ganadores se enfrentan entre sí en cuartos de final en una eliminatoria a doble partido, siendo esta ronda la única con este formato. Finalmente, los cuatro vencedores de cuartos jugarán la final a 4, que se disputa al final de la temporada, en el campo de uno de los semifinalistas. La final a 4 se juega en dos días: sábado (semifinales) y domingo (final).

## Historial
| Ed.                       | Temporada | Campeón                | Res.  | Subcampeón                 | Sede        | Entrenador Campeón           | Máximo Goleador Fase Final           |
| ------------------------- | --------- | ---------------------- | ----- | -------------------------- | ----------- | ---------------------------- | ------------------------------------ |
| I                         | 1957-58   | BM Granollers          | 12-6  | FC Barcelona               | Barcelona   |                              |                                      |
| II                        | 1958-59   | Arrahona Sabadell      | 9-8   | OAR Gracia Sabadell        | Bilbao      | Antonio Lázaro               |                                      |
| III                       | 1959-60   | Selección de Madrid    | 22-17 | Selección de Guipúzcoa     | Madrid      |                              |                                      |
| IV                        | 1960-61   | Selección de Madrid    | 24-22 | Selección de Barcelona     | Zaragoza    |                              |                                      |
| V                         | 1961-62   | Atlético de Madrid     | 15-9  | BM Granollers              | Madrid      | Domingo Bárcenas             |                                      |
| VI                        | 1962-63   | Atlético de Madrid     | 19-12 | BM Granollers              | Valencia    | Domingo Bárcenas             |                                      |
| VII                       | 1963-64   | Selección de Guipúzcoa | 21-11 | Selección de Barcelona     | Madrid      |                              |                                      |
| VIII                      | 1964-65   | Selección de Barcelona | 15-14 | Selección de Guipúzcoa     | Madrid      |                              |                                      |
| IX                        | 1965-66   | Atlético de Madrid     | 17-16 | BM Granollers              | Madrid      | Domingo Bárcenas             |                                      |
| X                         | 1966-67   | Atlético de Madrid     | 18-14 | BM Granollers              | Madrid      |                              |                                      |
| XI                        | 1967-68   | Atlético de Madrid     | 17-14 | Eguía                      | Bilbao      |                              |                                      |
| XII                       | 1968-69   | FC Barcelona           | 20-14 | Eguía                      | Madrid      | Antonio Lázaro               |                                      |
| XIII                      | 1969-70   | BM Granollers          | 15-12 | Atlético de Madrid         | Cádiz       | Miguel Roca                  |                                      |
| XIV                       | 1970-71   | Marcol                 | 17-15 | FC Barcelona               | Pamplona    |                              |                                      |
| XV                        | 1971-72   | FC Barcelona           | 15-9  | Marcol                     | León        | Josep Vilà                   |                                      |
| XVI                       | 1972-73   | FC Barcelona           | 18-15 | Atlético de Madrid         | Vigo        | Josep Vilà                   |                                      |
| XVII                      | 1973-74   | BM Granollers          | 19-15 | FC Barcelona               | Granada     | Miguel Roca                  |                                      |
| XVIII                     | 1974-75   | CB Calpisa             | 16-13 | BM Granollers              | Martorell   | Miguel Roca                  |                                      |
| Copa del Rey de balonmano |           |                        |       |                            |             |                              |                                      |
| XIX                       | 1975-76   | CB Calpisa             | 15-10 | Atlético de Madrid         | Lugo        | Miguel Roca                  |                                      |
| XX                        | 1976-77   | CB Calpisa             | 15-14 | FC Barcelona               | Cartagena   | Miguel Roca                  |                                      |
| XXI                       | 1977-78   | Atlético de Madrid     | 29-23 | BM Granollers              | Las Palmas  | Juan de Dios Román           |                                      |
| XXII                      | 1978-79   | Atlético de Madrid     | 26-22 | CB Calpisa                 | La Coruña   | Juan de Dios Román           |                                      |
| XXIII                     | 1979-80   | CB Calpisa             | 20-18 | Atlético de Madrid         | Gerona      | Miguel Roca                  |                                      |
| XXIV                      | 1980-81   | Atlético de Madrid     | 21-18 | FC Barcelona               | Almería     | Juan de Dios Román           |                                      |
| XXV                       | 1981-82   | Atlético de Madrid     | 19-14 | BM Granollers              | Santander   | Juan de Dios Román           |                                      |
| XXVI                      | 1982-83   | FC Barcelona           | 36-16 | Elgorriaga Bidasoa         | Málaga      | Sergi Petit                  |                                      |
| XXVII                     | 1983-84   | FC Barcelona           | 21-17 | Atlético de Madrid         | Ferrol      | Valero Rivera                |                                      |
| XXVIII                    | 1984-85   | FC Barcelona           | 15-14 | Atlético de Madrid         | Oviedo      | Valero Rivera                |                                      |
| XXIX                      | 1985-86   | CB Tecnisan            | 28-26 | FC Barcelona               | Barcelona   | César Argiles                |                                      |
| XXX                       | 1986-87   | Atlético de Madrid     | 20-19 | BM Granollers              | Badajoz     | Jordi Álvaro                 |                                      |
| XXXI                      | 1987-88   | FC Barcelona           | 23-15 | Elgorriaga Bidasoa         | Gerona      | Valero Rivera                |                                      |
| XXXII                     | 1988-89   | Teka Santander         | 25-21 | FC Barcelona               | Bilbao      | Javier García Cuesta         |                                      |
| XXXIII                    | 1989-90   | FC Barcelona           | 22-20 | Elgorriaga Bidasoa         | Pontevedra  | Valero Rivera                |                                      |
| XXXIV                     | 1990-91   | Elgorriaga Bidasoa     | 21-18 | Atlético de Madrid         | Alcira      | Juantxo Villarreal           |                                      |
| XXXV                      | 1991-92   | CB Avidesa             | 26-25 | FC Barcelona               | Pamplona    | César Argilés                |                                      |
| XXXVI                     | 1992-93   | FC Barcelona           | 17-13 | Elgorriaga Bidasoa         | Pontevedra  | Valero Rivera                |                                      |
| XXXVII                    | 1993-94   | FC Barcelona           | 29-23 | Juventud Alcalá            | Granollers  | Valero Rivera                |                                      |
| XXXVIII                   | 1994-95   | Teka Santander         | 27-25 | Pilotes Posada             | Ciudad Real | Julián Ruiz                  |                                      |
| XXXIX                     | 1995-96   | Elgorriaga Bidasoa     | 21-20 | FC Barcelona               | León        | Juantxo Villarreal           |                                      |
| XL                        | 1996-97   | FC Barcelona           | 30-29 | Caja Cantabria             | Castellón   | Valero Rivera                |                                      |
| XLI                       | 1997-98   | FC Barcelona           | 31-26 | Portland San Antonio       | Palencia    | Valero Rivera                |                                      |
| XLII                      | 1998-99   | Portland San Antonio   | 32-29 | FC Barcelona               | Valladolid  | Fco. Javier "Zupo" Equisoain |                                      |
| XLIII                     | 1999-00   | FC Barcelona           | 34-28 | BM Valladolid              | Zaragoza    | Valero Rivera                |                                      |
| XLIV                      | 2000-01   | Portland San Antonio   | 22-20 | BM Ciudad Real             | Ciudad Real | Fco. Javier "Zupo" Equisoain |                                      |
| XLV                       | 2001-02   | Ademar León            | 31-28 | BM Ciudad Real             | Torrevieja  | Manuel Cadenas               | Kristian Kjelling (28)               |
| XLVI                      | 2002-03   | BM Ciudad Real         | 34-31 | FC Barcelona               | Santander   | Juan de Dios Román           |                                      |
| XLVII                     | 2003-04   | FC Barcelona           | 27-25 | BM Ciudad Real             | Pamplona    | Valero Rivera                |                                      |
| XLVIII                    | 2004-05   | BM Valladolid          | 27-25 | FC Barcelona               | Pontevedra  | Juan Carlos Pastor           |                                      |
| XLIX                      | 2005-06   | BM Valladolid          | 35-30 | BM Ciudad Real             | Almería     | Juan Carlos Pastor           |                                      |
| L                         | 2006-07   | FC Barcelona           | 33-27 | Ademar León                | Altea       | Xesco Espar                  |                                      |
| LI                        | 2007-08   | BM Ciudad Real         | 31-30 | FC Barcelona               | Zaragoza    | Talant Dujshebaev            |                                      |
| LII                       | 2008-09   | FC Barcelona           | 29-26 | BM Ciudad Real             | Granollers  | Xavier Pascual               |                                      |
| LIII                      | 2009-10   | FC Barcelona           | 38-35 | Reale Ademar León          | Antequera   | Xavier Pascual               |                                      |
| LIV                       | 2010-11   | Renovalia Ciudad Real  | 31-22 | Cuatro Rayas Valladolid    | Vigo        | Talant Dujshebaev            |                                      |
| LV                        | 2011-12   | BM Atlético de Madrid  | 37-31 | FC Barcelona               | Torrevieja  | Talant Dujshebaev            |                                      |
| LVI                       | 2012-13   | BM Atlético de Madrid  | 38-28 | Naturhouse La Rioja        | Logroño     | Talant Dujshebaev            |                                      |
| LVII                      | 2013-14   | FC Barcelona           | 42-32 | Fraikin BM Granollers      | Pamplona    | Xavier Pascual               |                                      |
| LVIII                     | 2014-15   | FC Barcelona           | 27-26 | Fraikin BM Granollers      | Gijón       | Xavier Pascual               |                                      |
| LIX                       | 2015-16   | FC Barcelona           | 33-30 | Helvetia Anaitasuna        | Pamplona    | Xavier Pascual               |                                      |
| LX                        | 2016-17   | FC Barcelona           | 34-29 | Naturhouse La Rioja        | León        | Xavier Pascual               |                                      |
| LXI                       | 2017-18   | FC Barcelona           | 35-28 | BM Logroño La Rioja        | Madrid      | Xavier Pascual               |                                      |
| LXII                      | 2018-19   | FC Barcelona           | 34-18 | Liberbank Cuenca           | Alicante    | Xavier Pascual               | Leonardo Dutra (17) Aleix Gómez (17) |
| LXIII                     | 2019-20   | FC Barcelona           | 40-25 | Club Balonmano Benidorm    | Madrid      | Xavier Pascual               | Aleix Gómez (16)                     |
| LXIV                      | 2020-21   | FC Barcelona           | 35-27 | Ademar León                | Madrid      | Xavier Pascual               |                                      |
| LXV                       | 2021-22   | FC Barcelona           | 30-26 | Fraikin BM Granollers      | Antequera   | Carlos Ortega                |                                      |
| LXVI                      | 2022-23   | FC Barcelona           | 34-23 | BM Logroño La Rioja        | Santander   | Carlos Ortega                |                                      |
| LXVII                     | 2023-24   | FC Barcelona           | 36-23 | Club Balonmano Torrelavega | Jaén        | Carlos Ortega                |                                      |
| LXVIII                    | 2024-25   | FC Barcelona           | 35-24 | Ademar León                | Irún        | Carlos Ortega                |                                      |

## Palmarés
| Equipo                  | Total Títulos | Copa del Rey | Copa del Generalísimo | Año último título |
| ----------------------- | ------------- | ------------ | --------------------- | ----------------- |
| FC Barcelona            | 29            | 26           | 3                     | 2025              |
| Atlético de Madrid      | 10            | 5            | 5                     | 1987              |
| CB Calpisa              | 5             | 4            | 1                     | 1986              |
| Fraikin Granollers      | 3             |              | 3                     | 1974              |
| BM Ciudad Real          | 3             | 3            |                       | 2011              |
| Selección de Madrid     | 2             |              | 2                     | 1961              |
| Teka Cantabria          | 2             | 2            |                       | 1995              |
| Bidasoa Irún            | 2             | 2            |                       | 1996              |
| Amaya Sport San Antonio | 2             | 2            |                       | 2001              |
| Cuatro Rayas Valladolid | 2             | 2            |                       | 2006              |
| BM Atlético de Madrid   | 2             | 2            |                       | 2013              |
| CF Arrahona Sabadell    | 1             |              | 1                     | 1959              |
| Selección de Guipúzcoa  | 1             |              | 1                     | 1964              |
| Selección de Barcelona  | 1             |              | 1                     | 1965              |
| Marcol                  | 1             |              | 1                     | 1971              |
| Reale Ademar León       | 1             | 1            |                       | 2002              |
| CB Alzira Avidesa       | 1             | 1            |                       | 1992              |

## Sedes
- 10 veces: Madrid (+ 2 Campeonatos de España)
- 4 veces: Pamplona
- 3 veces: Bilbao, Zaragoza, León, Pontevedra y Santander
- 2 veces: Barcelona (+ 2 Campeonatos de España), Almería, Ciudad Real, Gerona, Granollers, Vigo, Torrevieja y Antequera.
- 1 vez: Alicante, Gijón, Altea, Valladolid, Palencia, Castellón, Alcira, Badajoz, Oviedo, Ferrol, Logroño, Málaga, Almería, La Coruña, Las Palmas de G. C., Cartagena, Lugo, Martorell, Granada, Cádiz, Valencia, San Sebastián, Jaén e Irún organizaron 1 Campeonato de España respectivamente